# Magnesia Litera 2009
Ceny Magnesia Litera za rok 2008 byly vyhlášeny 18. dubna 2009 ve Stavovském divadle v Praze. Slavnostní ceremoniál, který uváděla Anna Geislerová, odvysílala Česká televize na ČT2 ze záznamu o den později. Nominované knihy byly postupně představovány v krátkých dvouminutových vstupech každý den na ČT1 od 16. března 2009.
Hlavní cenu „Magnesia Litera – Kniha roku“ získala Bohumila Grögerová za básnickou sbírku Rukopis. Cenu čtenářů získal Jiří Šimon za knihu Ukradený domov. Litera za přínos české literatuře byla udělena Vladimíru Forstovi, Jiřímu Opelíkovi a Luboši Merhautovi za Lexikon české literatury.

## Ceny a nominace
Na cenu Magnesia Litera byly v roce 2009 nominovány tyto knihy (cenu získaly knihy uvedené na prvním místě):

### Litera za překladovou knihu
- Sándor Márai: Deníky I. a II. (Přeložily Ester Sládková a Dana Gálová, Academia)
  - João Guimarães Rosa: Burití (Přeložila Vlasta Dufková, Torst)
  - Carl-Johan Vallgren: Příběh podivuhodné lásky (Přeložil Zbyněk Černík, dybbuk)

### Litera pro objev roku
- Pavel Göbl: Tichý společník (Dauphin)
  - Jakub Řehák: Světla mezi prkny (Fra)
  - Lenka Uhlířová: Velká cesta Malého pána (Meander)

### Litera za knihu pro děti a mládež
- Pavel Šrut: Lichožrouti (Paseka)
  - Alena Ježková: Prahou kráčí lev (Práh)
  - Oldřich Růžička: Tajemství slavkovského pokladu (B4U Publishing)

### Litera za naučnou literaturu
- Josef Vojvodík: Povrch, skrytost, ambivalence. Manýrismus, baroko a (česká) avantgarda (Argo)
  - Miloš Anděra: Národní parky Evropy (Slovart)
  - Vojtěch Kolman: Filosofie čísla (Filosofia)

### Litera za prózu
- Martin Ryšavý: Cesty na Sibiř (Revolver Revue)
  - Michal Ajvaz: Cesta na jih (Druhé město)
  - Tomáš Zmeškal: Milostný dopis klínovým písmem (Torst)

### Litera za poezii
- Bohumila Grögerová: Rukopis (Pavel Mervart)
  - Karel Šiktanc: Vážná známost (Karolinum)
  - Jana Štroblová: Lament (Akropolis)

### Litera za publicistiku
- Radka Denemarková: Smrt, nebudeš se báti aneb Příběh Petra Lébla (Host)
  - František Štorm: Eseje o typografii (Revolver Revue)
  - Erik Tabery: Hledá se prezident (Respekt)

### Litera za nakladatelský čin
- Spisy Františka Langera (Akropolis/Divadelní ústav/Kvarta)
  - Josef Koudelka: Invaze 68 (Torst)
  - Josef Váchal: Šumava, umírající a romantická (Paseka)